# هصور
هَصُّور (الاسم العلميHainosaurus) جنس زواحف بحرية منقرض من مفتوحات المثانة وفصيلة الصابوغيات. انواعها المعروفة قليلة العدد. اجسامها مستطيلة، ضيقة، معتدلة التبطيط. تطول نحو 40 سم. رؤوسها صغيرة شبه وتدية الشكل. فكوكها العليا تتقدم السفلى. زعانفها الظهرية شراعية الشكل، الحوضية سروحية، الصدرية صغيرة. الشرجية مستطيلة تمتد حتى طرف الذيل العادم الزعنفة. أثوابها فضية تعبق بعض الشيء في الظهر.